# Nicole Milinaire

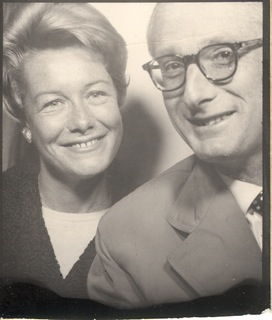
Nicole y su esposo Ian, El 13 º Duque de Bedford.

Nicole Milinaire-Russell, duquesa de Bedford (a menudo conocida profesionalmente como Nicole Milinair; 29 de junio de 1920, París - 7 de septiembre de 2012) fue una de las primeras productoras de televisión femeninas en Francia, y luego se convirtió en la duquesa de Bedford, ayudando a abrir y popularizar una de las primeras casas señoriales al público - Woburn Abbey. Ella era también una autora de best seller.
Nicole Milinaire se convirtió en productora de televisión francesa en la década de 1950. Ella fue la productora asociada de la serie de televisión de Sheldon Reynolds, Sherlock Holmes y de la serie de 1951-1954, Foreign Intrigue. Ella produjo la serie de la CBS de 1957, Dick and the Duchess, protagonizada por Patrick O'Neal y Hazel Court.